# Histoire de Nîmes

Armes de Nîmes

L'histoire de Nîmes commence au VIe siècle av. J.-C.

## Préhistoire
À Nîmes, l’habitat humain le plus ancien que l’on ait découvert se situe au mas de Mayan et date du Néolithique, période durant laquelle les hommes sont devenus sédentaires. La fin du Néolithique voit l’apparition des sépultures collectives ; la région nîmoise est l’une des plus riches en mégalithes. On peut ainsi retrouver de nombreux dolmens et menhirs spectaculaires dans les garrigues gardoises et également à Nîmes même, avec le menhir de Courbessac, situé au nord de l'aérodrome. De plus, un habitat remontant à 1100 av. J.-C. (âge du cuivre) a été découvert sur la route de Sauve dans Nîmes.

## Antiquité

### Époque préromaine

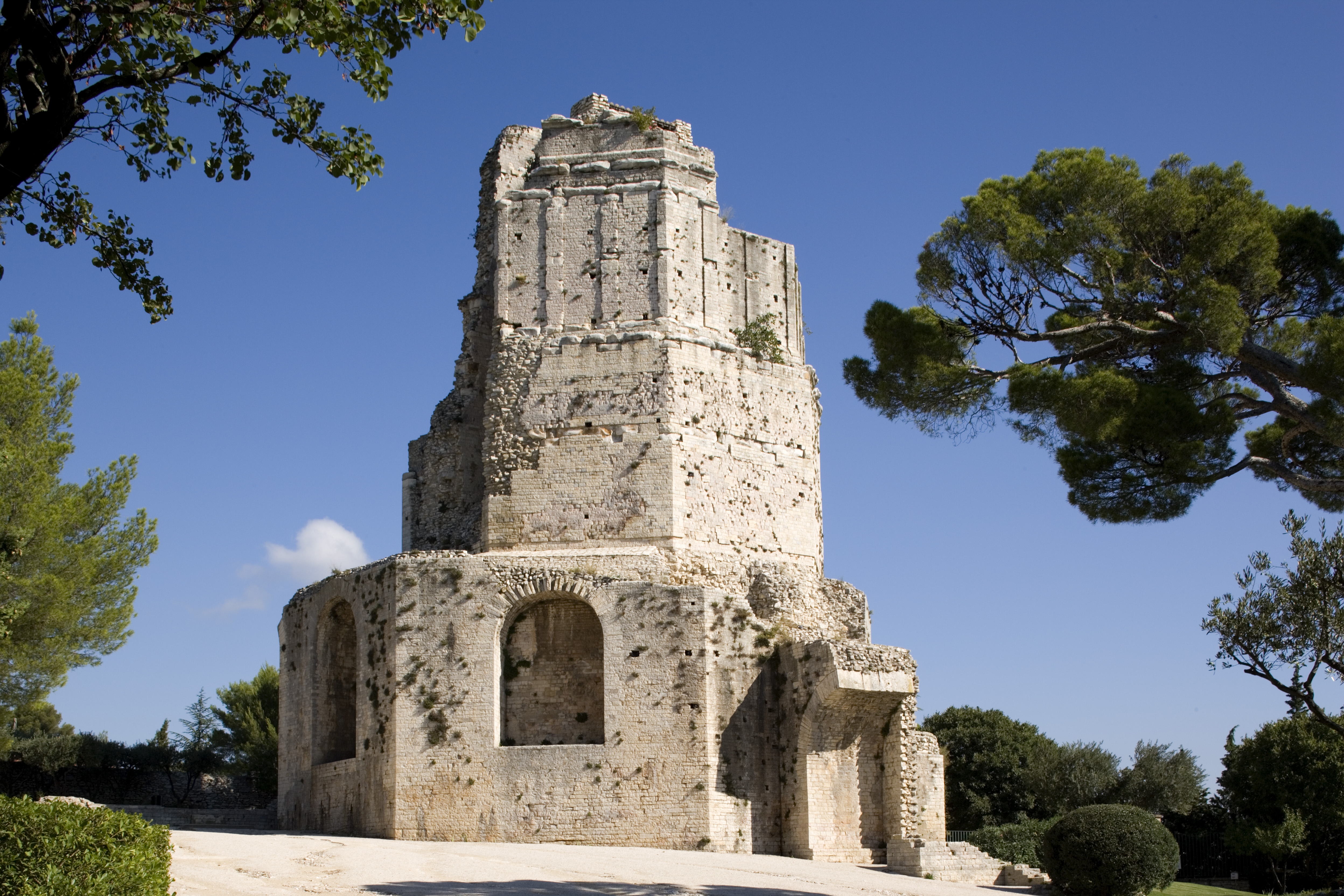
La tour Magne.

La véritable origine de Nîmes remonte au VIe siècle av. J.-C. Un peuple celte, les Volques Arécomiques, s'installe autour d'une source généreuse, au pied du mont Cavalier, au nord de la ville actuelle. À la même période, plusieurs peuples s’installent sur des oppida non loin de là. Les sites ne manquent pas autour de Nîmes. Les hauteurs des bords du Rhône, les gorges du Gardon ou encore les plateaux de la Vaunage sont investis par des peuplades agro-pastorales. Le mont Cavalier commence à être occupé de façon permanente et devient l’oppidum primitif à l’origine de Nîmes. La plaine est, elle aussi, habitée. Le célèbre buste du guerrier de Grézan (IVe siècle av. J.-C.), exposé au musée archéologique de la cité romaine, en atteste. Les tombes à incinérations, les céramiques indigènes sont accompagnées par des poteries étrusques puis grecques qui marquent les premiers signes d’un commerce méditerranéen (notamment avec les Phocéens). Une douzaine de tombes a été trouvée à Nîmes. Les oppida de Nages et d’Ensérune deviennent organisés, l’espace urbain se précise aux IIIe et IIe siècles av. J.-C.. Le dieu Nemausus est adoré à la fontaine située au pied du mont Cavalier. Les Volques Arécomiques divinisent la Source, lui consacrent un sanctuaire. Petit à petit, les constructions primitives font place à des édifices en pierre sèche. Parmi eux, une tour haut perchée sur la colline, la tour Magne, sera plus tard transformée pour être intégrée aux remparts romains. En 218 av. J.-C., les Volques sont terrorisés par le passage d’Hannibal et de ses éléphants.
En 120 av. J.-C., les Volques, désormais à la tête d'un vaste territoire de 24 oppida accueillent sans résistance les légions de Rome. La Colonia Nemausa, la ville gallo-romaine est sur le point de naître. À partir de 118 av. J.-C., la Via Domitia reliant l'Italie à l'Espagne est construite et traverse la ville.

### Époque romaine

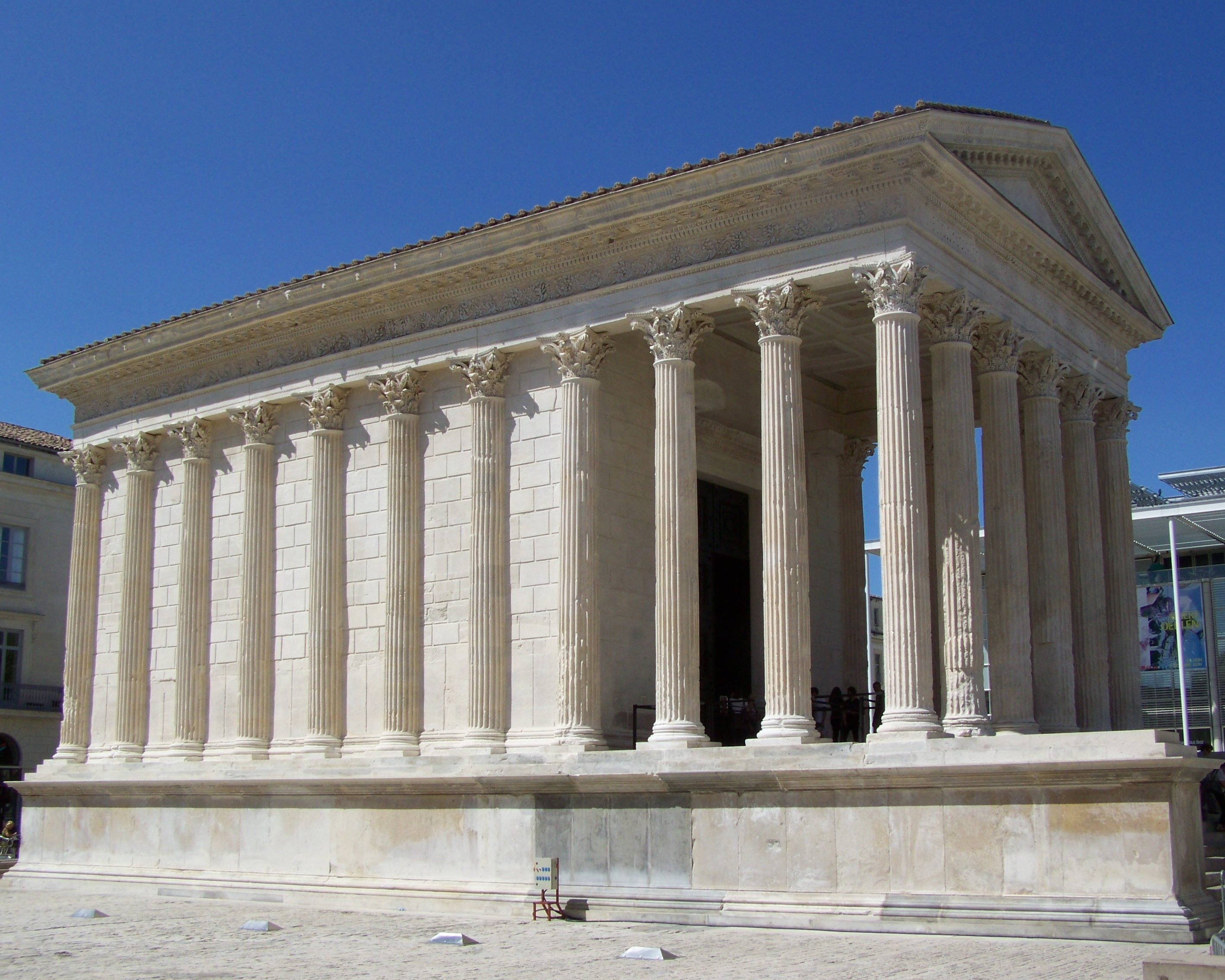
La Maison Carrée.

La romanisation de Nîmes commence véritablement au cours du Ier siècle av. J.-C. Nîmes devient colonie de droit latin et se couvre de somptueux monuments. L'empereur Auguste (Octave) et ses successeurs en font une ville de promotion de la romanité en Gaule. Nîmes s'agrandit. La monnaie, frappée à Nîmes, célébrait une victoire en Égypte de légionnaires ayant obtenu des terres de la colonie nîmoise : en 31 av. J.-C., Octave défait à Actium la flotte d’Antoine et Cléopâtre et s’assure la mainmise sur l’empire, César Auguste est né. La monnaie (As de Nîmes), une des plus célèbres de l'Empire romain, est à l’origine des armoiries de la ville : un crocodile enchaîné à un palmier couronné de lauriers qui symbolise l’Égypte vaincue.
Au IIe siècle, Nîmes, étape idéalement située sur la Via Domitia qui relie Rome à l'Espagne, est à son apogée. On estime la population à près de 25 000 habitants. L'enceinte nîmoise est alors longue de 6 km et englobe 220 ha. Nîmes devient donc une importante ville de l'Empire romain et une des plus brillantes de la Gaule romaine et narbonnaise. L'empereur Antonin le Pieux, originaire de Nîmes y contribue encore. Cette période très prospère est illustrée aujourd'hui par de splendides monuments pour certains dans un état de conservation exceptionnel (parmi les plus beaux et les mieux conservés du monde romain) : l'amphithéâtre ou « arènes » d'une capacité de 25 000 places, la Maison Carrée, la tour Magne (ancienne tour gauloise réhabilitée par les Romains), le « temple de Diane » et les aménagements culturels autour de la source de la Fontaine, l'arrivée de l'eau au castellum divisorium grâce à la construction d'un aqueduc depuis Uzès sur 50 km dont le pont du Gard constitue l'élément le plus remarquable, etc. Deux portes romaines sont encore conservées : la porte d'Auguste et la porte de France.
Au IIIe siècle, Nîmes est évangélisée par saint Baudile et subit des invasions barbares successives qui ralentissent l'essor de la cité antique. Au Ve siècle, l'arrivée et l'installation des Wisigoths met fin à la prospérité de la cité antique.

## Moyen Âge

### Haut Moyen Âge

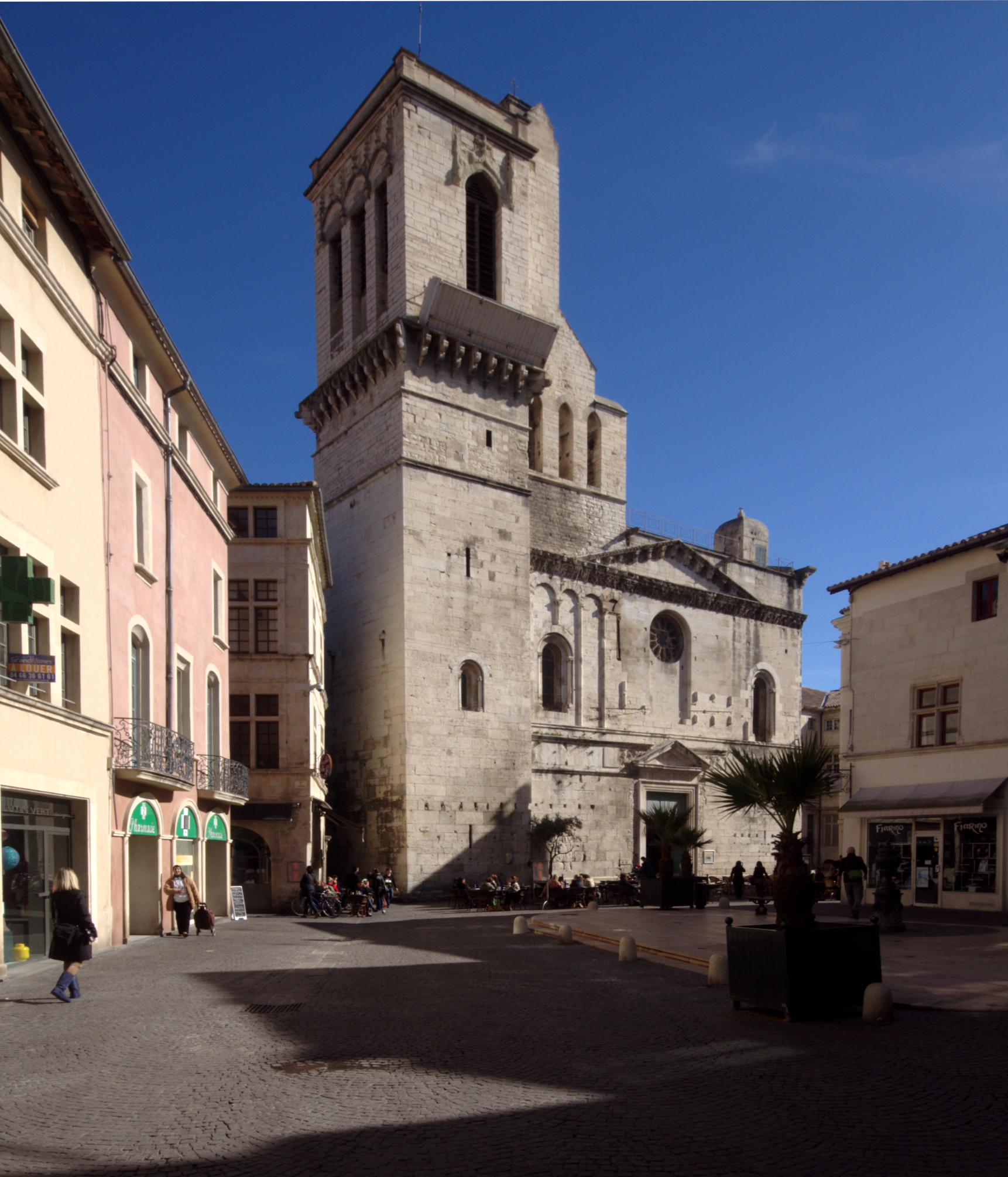
La cathédrale de Nîmes.

Les Wisigoths effectuent un premier raid sur Narbonne en 413 avant de nouer une alliance avec l'Empire romain. Ils s’installent à Toulouse, capitale de leur nouveau royaume et deviennent maîtres du sud de la France en 462. Les sept cités du Languedoc donnent une nouvelle appellation à la contrée à l'ouest du Rhône : la Septimanie. Les Wisigoths transforment l’amphithéâtre romain en forteresse dans laquelle ils construisent un château. Aux VIe et VIIe siècles, la région est disputée par les Francs et les Wisigoths. Nîmes est sous tutelle wisigothe tandis qu’Uzès fait partie du royaume franc. En 672, Nîmes soutenue par les Francs, se révolte contre Wamba, roi des Wisigoths qui assiège et reprend la cité l’année suivante. En 719, les musulmans franchissent les Pyrénées et conquièrent la Septimanie. Ils prennent Nîmes en 725, comme en témoignent les sépultures exceptionnelles découvertes dans la ville en 2007, remontent la vallée du Rhône, paraissent à Lyon et pillent Autun. Selon certains historiens[Lesquels ?], leur passage sera plutôt pacifique : ils respectent les lois, l’administration et l’église représentées par les comtes et les évêques. En 752, les musulmans sont définitivement chassés de Nîmes.
La Gaule est alors aux mains des Francs et les Mérovingiens ne s’occupent guère de la région. La France est ravagée par la famine et les épidémies et les rois fainéants ne contribuent guère à redresser la situation, selon Éginhard. Le pouvoir est détenu par les maires du palais dont le plus illustre est Charles Martel. Ce dernier écrase les Sarrasins en 732 à Poitiers et ses troupes déferlent sur la Septimanie qui est mise à sac en 738. Nîmes est incendié et tombe en 754. Radulf, un comte franc s’installe dans le château des arènes de Nîmes qui ne possèdent plus l’opulence de l’époque romaine. La porte d’Auguste devient une forteresse, le site de la Fontaine est donc entièrement déserté. La ville connaît un important déclin. À la suite de la dislocation de l’Empire de Charlemagne en 833, le Languedoc voit la création de nombreuses abbayes. Tandis que le pouvoir religieux assied son autorité, les seigneurs laïcs deviennent de plus en plus puissants. Nîmes passe sous l’autorité des comtes de Toulouse en 892. Les invasions sont toujours menaçantes, les Hongrois conquièrent Nîmes en 924.
En juillet 987, Hugues Capet est couronné roi. Les Capétiens s’installent dans un pouvoir tout théorique. La France est morcelée en douze principautés, elles-mêmes divisées en territoires dans lesquels les châtelains sont les maîtres absolus. La féodalité est même reconnue héréditaire au XIe siècle. En 1096, le pape demande non pas au roi mais au comte de Toulouse de conduire la première croisade en Terre Sainte. À Nîmes, après de nombreuses luttes de pouvoir, les chevaliers des arènes prêtent serment au croisé. En 1194, la ville se dote d’une nouvelle enceinte défensive. En 1198, le pouvoir est exercé par les quatre Consuls qui siègent alors dans la Maison Carrée. Grâce à la vigne, à l'olivier et à l'élevage du mouton, les échanges commerciaux redémarrent. Et là encore, la source intervient. Ses eaux qui courent à travers la ville vont au cours des prochains siècles amener la prospérité aux tanneurs, teinturiers et marchands d'étoffes.

### Moyen Âge tardif

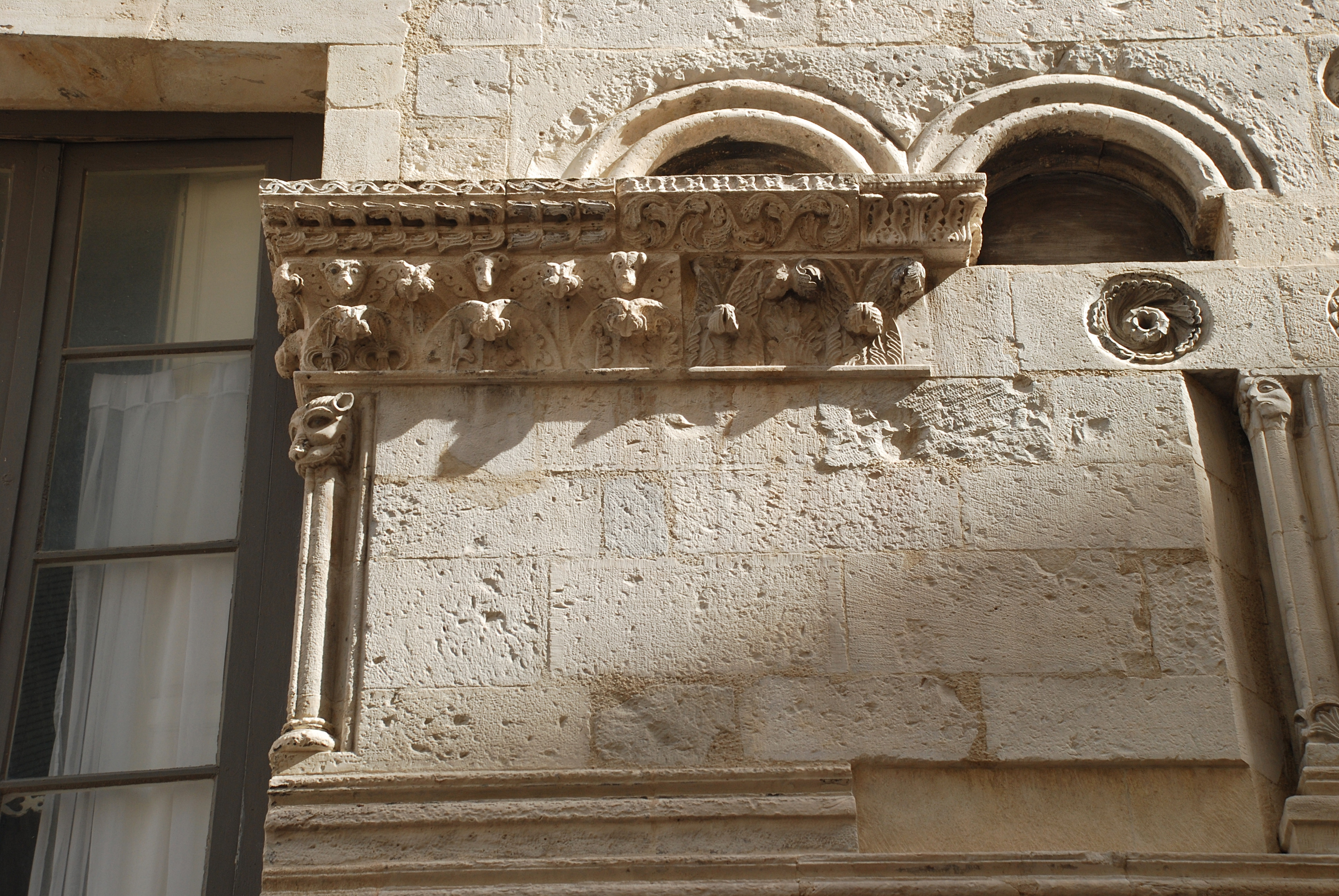
La « maison romane » de Nîmes.

Après la conquête capétienne qui suivit la croisade des Albigeois de 1209, Nîmes fut incorporée à la France et incluse dans la sénéchaussée de Beaucaire, qui se composait des vigueries suivantes : Aigues-Mortes, Alès, Anduze, Bagnols-sur-Cèze, Beaucaire, Lunel, Nîmes, Roquemaure, Saint-André (Villeneuve-les-Avignon), Saint-Saturnin-du-Port, (Pont-Saint-Esprit), Sommières, Uzès, Le Vigan et Meyrueis, Montpellier, et les bailliages du Gévaudan, du Velay et du Vivarais. En 1215, Simon de Montfort, chef d’une alliance de seigneurs du nord de la France, se rend maître de Nîmes. En 1226, Louis IX est couronné, il n’a que douze ans, c’est donc sa mère Blanche de Castille qui exercera le pouvoir jusqu’à la majorité du roi. C’est finalement Saint Louis qui parviendra à affirmer le pouvoir royal dans la région devenant ainsi le Languedoc. En 1248, le roi s’embarque à Aigues-Mortes non loin de Nîmes, pour la Terre Sainte. En 1263, les dominicains puis, en 1278, les marchands lombards s’établissent à Nîmes.
La fin du XIIe siècle voit les persécutions des juifs qui sont finalement largement expulsés de Nîmes en 1306. En 1309, le pape gardois Clément V s’installe à Avignon (cité proche de Nîmes) tandis qu’en 1348, la terrible épidémie de peste noire fait périr le tiers de la population du Languedoc. Alors que la France est en guerre contre les Anglais (guerre de Cent Ans), la région tente de panser les plaies des calamités naturelles : épidémies et conditions climatiques désastreuses. La guerre de Cent Ans ne concerne guère le Languedoc, sauf peut-être par la levée des taxes imposées par la rançon phénoménale exigée par les Anglais pour libérer le roi Jean le Bon (1360). À la fin du XIVe siècle, le château royal est construit sur les ruines de la Porte d’Auguste. Puis, les Lombards surchargés d’impôts décident de partir. De nombreuses épidémies de peste ravagent les villes. Les rats envahissent Nîmes en 1480. La fin du siècle annonce la Renaissance avec la création des premières industries textiles nîmoises.

## Époque moderne

### Guerres de religion

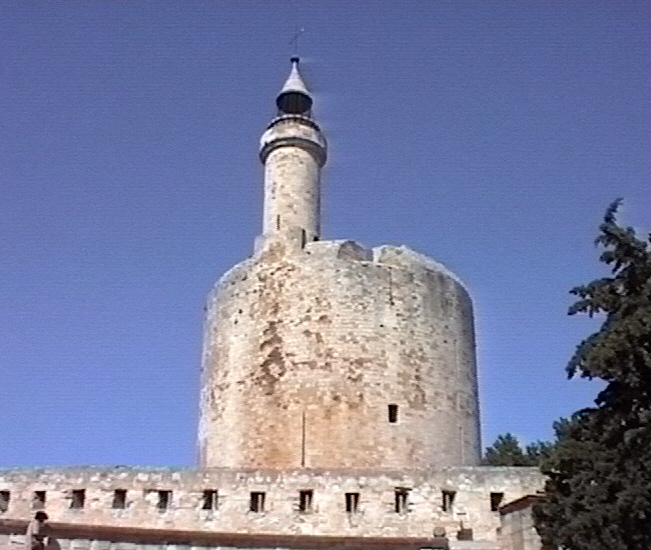
La tour de Constance à Aigues-Mortes où étaient emprisonnées les protestantes.

Durant la Réforme, les conflits religieux font de Nîmes l’une des plus importantes communautés protestantes de France. Au début du XVIe siècle, les idées de la Réforme se sont ici répandues très rapidement : dans cette région de droit romain écrit, l’accès direct en français à la Bible, le livre référent, prôné par la Réforme est immédiat. En 1537, deux réformés nîmois sont suppliciés. François Ier ordonne « d’extirper cette malheureuse secte luthérienne », mais sa sœur, Marguerite de Navarre, amie de Calvin, intercède pour donner à Nîmes une université dirigée par des érudits protestants. Sous le règne du nouveau roi, Henri II, Nîmes s’affirme comme la « petite Genève ».
Les guerres de religion sont très violentes dans cette Nîmes devenue en majorité huguenote.
Le protestantisme a en effet eu ici un succès et une influence considérables sur la ville (aujourd'hui dans une bien moindre mesure : les protestants ne représentent plus que 12 % de la population mais l'histoire et la culture protestante restent importantes). Au cours des guerres de religion, de nombreux protestants périrent, furent exécutés (le plus souvent brûlés sur la place de la Salamandre), condamnés aux galères, ou emprisonnés, notamment dans la fameuse « tour de Constance » à Aigues-Mortes. En représailles et à la suite d'une nomination faussée des Consuls de la ville, la tour de droite de la cathédrale Notre-Dame-et-Saint-Castor fut endommagée à deux reprises, en 1567 (drame de la « Michelade » visant les catholiques - 90 morts - , malgré l'intervention de quatre pasteurs pour s'y opposer) et 1621 (destruction de la tour). À leur tour, en 1568 les catholiques incendient le grand Temple de la Calade (5 000 places) construit seulement deux ans auparavant avec l'autorisation du roi Charles IX (il fut reconstruit en 1595 et à nouveau détruit en 1686), et le clergé soutenu par le roi redouble de violence envers les huguenots. Dès 1572, le « parti protestant » devient pratiquement maître de la ville. Le massacre de la Saint-Barthélemy cette même année n'eut à Nîmes, aucune répercussion, malgré les ordres reçus. Les deux communautés firent le serment de « vivre en amis et frères ». Cependant, les réformés restent écartés de la vie publique et se tournent donc vers le commerce et la production manufacturière, domaines dans lesquels ils connaissent souvent le succès, notamment grâce à leurs réseaux européens constitués au fur et à mesure des exils forcés.
À partir de 1598, l’édit de Nantes assure la coexistence religieuse alors que les marchands les plus aisés sont principalement des huguenots. À cette époque, certains évêques cherchent à développer une forte activité catholique pour s'opposer à cette coexistence dominée en nombre par le parti réformé. En effet, en 1665, Nîmes compte (selon les données des paroisses) 20 000 habitants dont une large majorité de protestants : 8 000 catholiques et 12 000 huguenots. Selon les données du docteur Doumergue dans son livre Nos guarrigues et les assemblées du Désert, Nîmes ne compterait que 5 000 catholiques pour 15 000 huguenots. Malgré cette large majorité dont les Consuls de la ville font partie (jusqu'en 1631, date à laquelle le premier Consul ne peut plus être protestant), la vie reste très difficile pour les réformés : ils doivent financer la rénovation de la cathédrale en 1636, leurs inhumations sont interdites dans les cimetières, leurs cultes sont encadrés et limités, le collège protestant est supprimé en 1664, le temple de la Calade est démoli en 1686.
La révocation de l’édit de Nantes par Louis XIV en 1685 et la démolition de tous les temples de l'Église réformée replonge pour plus d'un siècle les huguenots dans une véritable clandestinité. Les assemblées de prières se tiennent dans la plus grande discrétion hors de la ville désormais « contrôlée » par une place forte royale (le fort Vauban) ; c'est la période dite du « Désert ». D'autres protestants français prennent le chemin de l’exil, les persécutions redoublent.

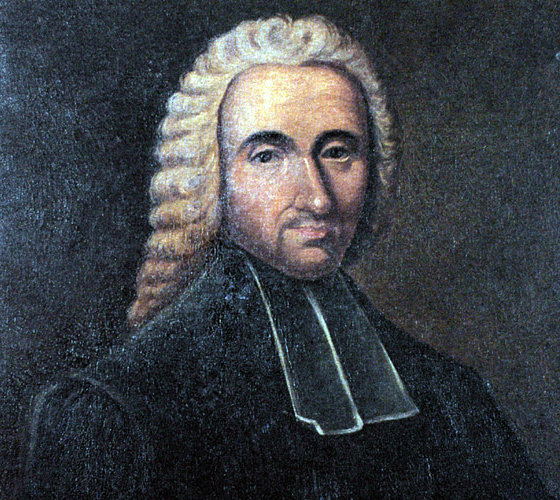
Le pasteur Paul Rabaut.

En 1702, la guerre des Camisards éclate. Pendant deux à trois ans, environ 2 000 paysans cévenols tiennent tête aux soldats du roi (les dragons). Cette « guérilla » est soutenue par la majorité des protestants de Nîmes (d'une façon moins franche chez les classes les plus aisées, qui parfois même s'en démarquent), surtout à la suite du « massacre du moulin de l'Agau » en 1703, où sous l'ordre du maréchal de Montravel, de nombreux vieillards, femmes et enfants protestants sont enfermés dans le moulin en bois auquel est mis le feu et dont les sorties sont bloquées par les armes : 300 personnes périssent carbonisées ; une femme survit mais est exécutée le lendemain.
Finalement, à la suite de la résistance acharnée des Camisards, le roi négocie la reddition des insurgés en 1704. Cependant, les prétentions des réformés ne plaisent pas au roi, et la répression reprend jusqu'à l'extinction des foyers d'agitation. En avril 1705 après le « complot des Enfants de Dieu », les derniers insurgés Ravanel et Catinat sont brûlés vifs sur le parvis des arènes. Cette guerre laisse les protestants plus misérables qu'avant. Le pasteur Paul Rabaut parvient cependant à réorganiser l'église réformée à Nîmes et redonne confiance à ses fidèles. En outre, le peuple catholique lui-même semble extrêmement fatigué et révolté de l'oppression que subissent les huguenots. L'action pour la paix de l'évêque de Nîmes Becdelièvre l'illustre. À ses obsèques, le pasteur Rabaut Saint-Étienne lui rend même hommage en disant de lui que ce fut « un homme de bien par excellence ». La politique menée par Louis XVI diffère des précédentes - notamment via l'influence de son secrétaire d'État à la guerre, le Maréchal de Muy ; du marquis de La Fayette et de son ministre Malesherbes - et s’ouvre alors une période de tolérance (dont les prémices se devinaient sous le règne du gouverneur du Languedoc, le Prince de Beauvau) sanctionnée par un édit en 1787.
Mais la Révolution française met fin à une paix civile encore instable. Les différends entre révolutionnaires et contre-révolutionnaires épousent essentiellement la ligne de fracture traditionnelle des religions d'autant que la saisie des biens ecclésiastiques (peu nombreux) suscite moins de réactions que dans le reste du pays. La Révolution voit donc s'affronter la bourgeoisie protestante de la ville, favorable aux idées révolutionnaires et les classes moyennes catholiques, majoritairement royalistes (cf. la « Bagarre de Nîmes »). L'intervention armée des paysans protestants cévenols assure la victoire de la bourgeoisie. Le pasteur Rabaut Saint-Étienne devient d'ailleurs un des députés de Nîmes aux assemblées politiques révolutionnaires.

## Époque contemporaine

### Essor de l'industrie textile

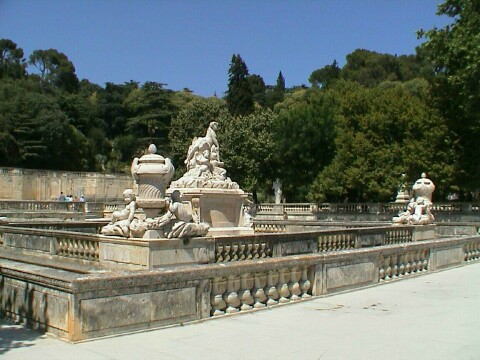
Le nymphée aux Jardins de la Fontaine.

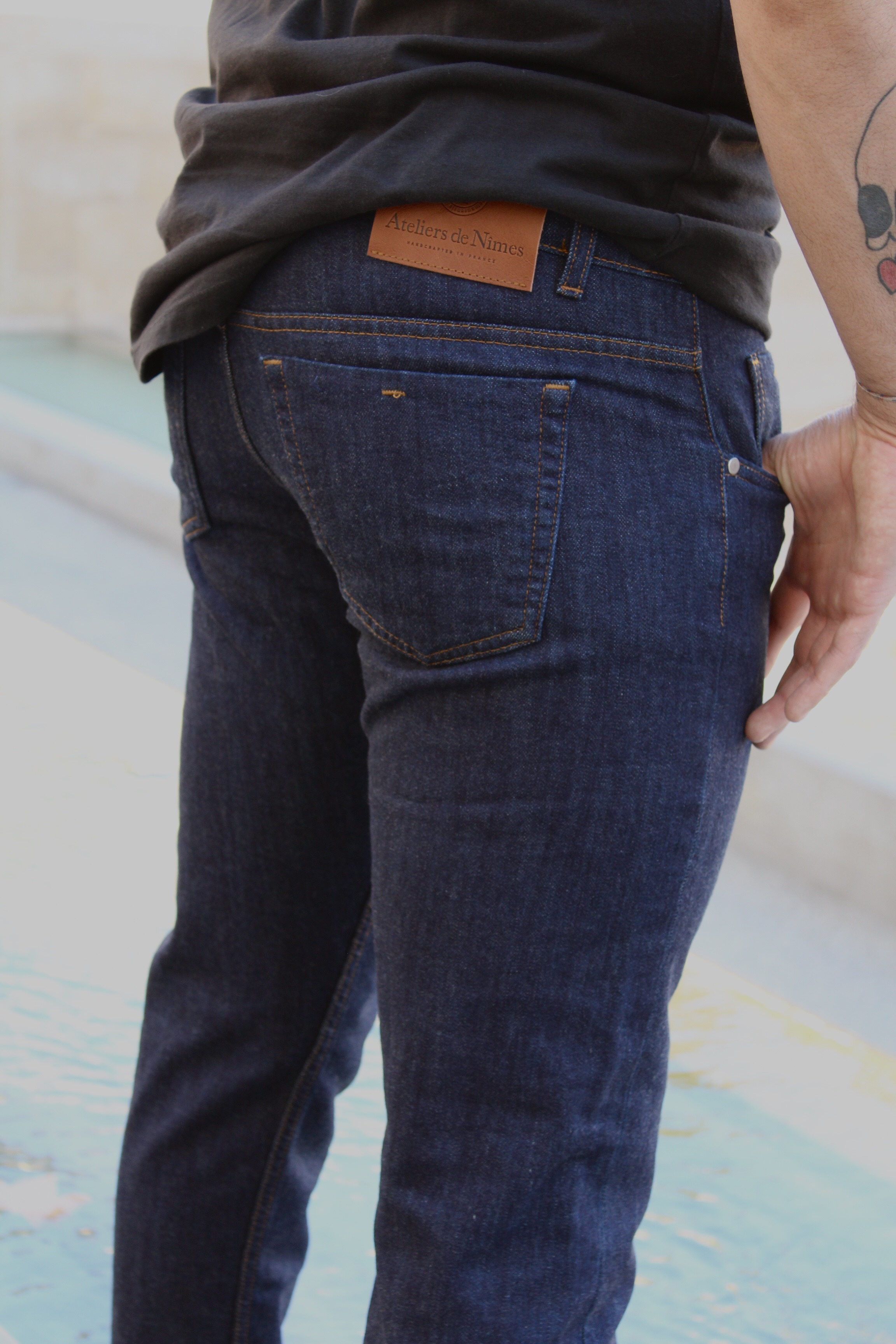
Jeans « Denim » (« De Nîmes »).

Dans le domaine économique, c'est à la Renaissance et surtout aux XVIIIe et XIXe siècles que Nîmes connaît un essor important.
À cette époque, de grandes manufactures de tissus se développent. Selon certaines sources, des négociants protestants nîmois (dont la famille André) auraient commercé avec l'Amérique du Nord et avec, entre autres, Levi Strauss. Des métiers à tisser une toile proche du denim (conçus pour les bergers cévenols) sont par ailleurs visibles au musée du Vieux Nîmes. Depuis 2014, Les Ateliers de Nîmes relancent cette histoire. En septembre 2017 la marque de jeans a reproduit quelques mètres de toile sur l'exemple du sergé de Nîmes impulsant ainsi un nouveau départ dans le domaine du textile nîmois.
La production d'étoffes et de bas de soie s'exporte essentiellement en Europe et aux Indes espagnoles (Amériques). Les deux tiers de la population active de Nîmes sont employés dans le textile. Voilà qu'apparaissent des hôtels particuliers et que se dessine un renouveau urbain. La vieille cité sort enfin de ses remparts abattus. Au siècle des Lumières, on redécouvre le sanctuaire romain de la Fontaine. On en fait un grand projet d'urbanisme, qui donne naissance aux Jardins de la Fontaine. L'industrie de la soie se reconvertit dans la confection de châles, grâce aux premiers métiers Jacquard initiés par Turion, un ouvrier nîmois. L'industrie textile nîmoise vit alors son âge d'or.
En 1815, Nîmes est brièvement occupée par les troupes autrichiennes sous le commandement d'Adam Albert de Neipperg. Les relations entre protestants et catholiques se tendent à la suite de la mise en place de la Terreur blanche,. Entre juillet 1815 et mai 1816 les propriétés des protestants sont incendiées et plusieurs calvinistes assassinés, dont 95 les 12 et 13 mai 1816.)

### Essor des infrastructures ferroviaires
Nîmes, cité manufacturière vouée au textile et place commerciale importante, devient de plus une plaque tournante ferroviaire essentielle lors de la mise en place du réseau de chemin de fer dès les années 1830-1840, ligne La Grand'Combe-Beaucaire via Nîmes. Mais la concurrence lyonnaise est rude durant la deuxième moitié du XIXe siècle et à l'image du reste du Languedoc, la bourgeoisie nîmoise réinvestit les capitaux du textile dans le vignoble. Ce changement est accéléré par la crise du phylloxera.
La culture de la vigne est aussi facilitée par la construction d'infrastructures de transport qui permettent une spécialisation de l'agriculture vers la monoculture viticole : le canal du Midi (dès le XVIIe siècle), sa liaison au Rhône par Sète (XIXe) et enfin, l'apparition du chemin de fer à Nîmes dès 1839. Ce dernier se développe rapidement grâce à l'industriel Paulin Talabot et à l'ingénieur Charles Dombre, qui réalise un viaduc de 2 km de long au sud de la ville en raison du caractère inondable des bas quartiers. C'est une nouvelle ère de prospérité, au prix d'une sérieuse paupérisation de la classe ouvrière.
Dès que la décision de faire passer la ligne au sud de la ville sur un viaduc est connue, un ingénieur des ponts et chaussées, Didion, est chargé de dessiner un nouveau quartier entre la gare de Nîmes, dont il détermine l'emplacement, et la vieille ville. Jusqu'alors, l'Esplanade marquait la limite de la ville, dominant les jardins de la plaine du Vistre. Elle constituait une promenade volontairement laissée ouverte depuis deux siècles sur ce paysage. C'est à travers ce décor pratiquement vierge de toute habitation que sera tracée en 1845 l'avenue Feuchères, ainsi nommée en hommage au baron d'Empire Jean Adrien Victor Feuchères qui venait de faire un important don financier à la commune. Cette avenue apparaît d'emblée comme le trait d'union entre le passé et la modernité, concrétisée par la gare, fermant l'avenue au sud par une imposante façade à arcades sur deux niveaux, dont la construction est achevée dès 1844. Cette façade, néoclassique, parmi les plus anciennes de France, n'a été que peu modifiée depuis, si ce n'est par l'adjonction de 1946 à 1947 de vastes frontons triangulaires couronnant son sommet afin de masquer une nouvelle marquise en voiles de béton à l'occasion de l'électrification de la ligne et d'une réorganisation des quais.
La volonté de construire une gare aux dimensions imposantes (60 m de largeur, 300 m de longueur), de créer une nouvelle artère bénéficiant d'un traitement privilégié avec en point de mire la tour Magne et la fontaine Pradier au centre de l'Esplanade (1851), d'établir des normes constructives strictes pour les bâtiments aux riches façades qui la bordent (hauteur minimale, grilles en ferronnerie, etc.), d'édifier de grands monuments tels le vaste hôtel de préfecture (1855), les élégants hôtels Silhol et Bézard, le nouveau palais de justice (1836-1846), ou encore le grand hôtel du Luxembourg (de l'architecte Léon Feuchère), va consacrer le caractère prestigieux, monumental et résidentiel de ce nouveau quartier. La gare de Nîmes et sa gare des marchandises deviennent le centre de transit du charbon cévenol (Alès, La Grand'Combe) vers Beaucaire et le Rhône et par là même un important nœud ferroviaire.

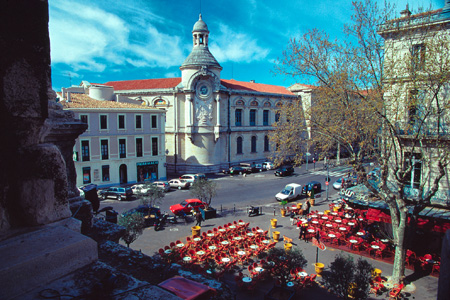
Le boulevard Victor-Hugo vu des arènes.

Les grands boulevards entourant « l'Écusson médiéval », nés de la démolition des anciens remparts au XVIIIe siècle, font également l'objet d'importants aménagements dès le début du XIXe siècle renforçant le caractère monumental de la cité : construction du grand théâtre néo-classique à l'italienne avec colonnade et unité urbanistique autour de la Maison Carrée (1798-1822), édification de l'église Saint-Paul de style néo-roman par Charles-Auguste Questel et Flandrin 1835 - (1849) le long de l'actuel boulevard Victor Hugo reliant la Maison Carrée aux arènes ainsi que le lycée Daudet et sa tour de l'horloge, dégagement enfin réalisé de l'amphithéâtre romain et création d'un boulevard de ceinture du monument et d'un vaste parvis, élévation de l'église Sainte-Perpétue (1855-1865) dont le haut clocher domine de ses 70 mètres l'Esplanade, de l'église néo-gothique Saint-Baudile avec ses deux flèches à la jonction des boulevards amiral Courbet et Gambetta (1867-1877), aménagement des squares de la Couronne, de la Bouquerie et du square Antonin en perspective sur le canal de la Fontaine, nombreux immeubles bourgeois et hôtels particuliers le long des quais, etc. Les références architecturales à la romanité de la ville sont très nombreuses depuis la Renaissance.
À la fin du XIXe siècle, l’empereur Napoléon III, amateur d’antiquité, entreprend une vaste campagne de rénovation dont profiteront les monuments de Nîmes et de sa région (sous la direction notable de l'architecte provençal Henri Antoine Revoil). La ville a toujours été inspirée et influencée par de multiples cultures, ceci étant notamment dû à sa situation géographique exceptionnelle permettant également la rencontre de nombreuses populations d'origines variées : les cultures latines (romaine, italienne et espagnole), languedocienne, provençale, protestante, cévenole et camarguaise.
En 1871, à la suite de la Commune de Paris (à laquelle participe activement le nîmois Louis-Nathaniel Rossel), Nîmes est secouée un temps par les manifestations et les troubles, mais la nouvelle constitution apaise les tensions. Catholiques, protestants, royalistes ou républicains se tournent vers les urnes.
De 1863 à 1874 est édifié, route d'Uzès, l'hospice d'humanité, premier acte du futur grand hôpital Gaston-Doumergue.
En 1875, la ville de Nîmes fait don d'un terrain de 1 818 hectares au nord de la ville au ministère de la guerre. Par ce geste, Nîmes souhaite montrer sa participation à la rénovation de l'armée française à la suite du désastre de la guerre de 1870 et de la préparation de la revanche. Construction de vastes groupes de casernes à côté de l'hospice d'humanité.
Puis la France vit de nouvelles crises : scandale du Panama, problèmes économiques et affaire Dreyfus. Cette dernière divise Nîmes dont la majorité protestante et la communauté juive (Bernard Lazare) soutiennent le capitaine. À partir de 1873, les vignobles de la vallée du Rhône et de la Vaunage (essentiellement à Langlade), autour de Nîmes sont attaqués et ravagés par le phylloxéra.

## XXesiècle

### La Belle Époque et la Première Guerre mondiale
Le début du XXe siècle est marqué par la crise de la viticulture. De nombreuses manifestations rassemblent une foule considérable et font le lien entre les grands propriétaires d'obédience royaliste et les socialistes gardois. Les mouvements revendicatifs culminent le 2 juin 1907 avec une manifestation regroupant tous les cantons du Gard et rassemblant entre 200 000 et 300 000 personnes autour des arènes. Georges Clemenceau envoie alors la troupe, fusillades et arrestations plongent les paysans dans la consternation et la révolte (évènements de Narbonne). Jean Jaurès qui visite Nîmes en 1912 et tient meeting dans les arènes, incarne l’espoir mais il est assassiné en juillet 1914 à la veille de la Première Guerre mondiale. Les Nîmois manifestent leur sympathie aux 3 000 soldats qui partent la fleur au fusil pour le front. Plus de la moitié ne reviendront jamais.

### L'entre-deux-guerres et la Seconde Guerre mondiale
Le XXe siècle nîmois est marqué par les événements internationaux. La création du parti communiste sous le nom de section française de l'Internationale communiste lors de la scission de la SFIO divise un parti socialiste à peine remis de la Première Guerre mondiale. À Nîmes, une majorité des militants nîmois (50,9 % pour, 41 % pour avec réserve) se range du côté de l'adhésion à la nouvelle internationale communiste. L'idéologie révolutionnaire marque dès lors fortement la ville contribuant à une forte polarisation politique entre extrêmes (l'Action française est aussi très présente avec Léon Daudet, originaire de Nîmes). Les années 1930 sont aussi le témoin d'une forte activité politique. La victoire du Front populaire, les grèves de 1936 et surtout la guerre d'Espagne qui provoque un afflux de réfugiés républicains.
L’arrivée de Pétain au pouvoir se traduit par une épuration des noms de rue jugés trop à gauche, ou contraires aux valeurs du régime de Vichy. Ainsi la rue de Londres est débaptisée par anglophobie en janvier 1941 ; les rues Bernard-Lazare et Adolphe-Crémieux sont débaptisées par antisémitisme. D’autres rues sont baptisées afin de symboliser les nouvelles valeurs censées redresser la France comme la rue de l’Avenir. Comme toutes les préfectures, Nîmes eut aussi sa voie honorant le Maréchal-Pétain.
Nîmes connaît l’Occupation à l'entrée de l’armée allemande en novembre 1942, avec la présence de la Gestapo au 13 boulevard Gambetta et des exécutions sommaires durant l’occupation (nombreuses pendaisons). En février 1944, le maire nommé de Saint-Hippolyte-du-Fort est exécuté par la Résistance dans les rues de Nîmes ; il était également directeur de l’Office départemental de la main-d’œuvre, chargé d’alimenter l’Allemagne nazie en ouvriers via le service du travail obligatoire (STO).
La ville est bombardée en avril et juillet 1944 par l'armée de l'air américaine. Le premier bombardement se déroule le 27 mai 1944 et prend pour cible la gare de triage de Courbessac. C'est le 55th Bomb Wing de la 15th USAAF qui est chargé de l'opération, avec ses B-24. Les bombardiers larguent près de 1 000 bombes, mais touchent surtout la ville (quartier de la gare à l'emplacement de l'actuel conseil général) ainsi que l'hôpital Gaston Doumergue de l'avenue d'Uzès, juste à côté des casernes militaires... Le bilan est très lourd : 271 morts, 289 blessés et plus de 5 000 sinistrés.
Le 12 juillet 1944, les bombardiers américains effectuent une nouvelle mission sur le triage de Courbessac. Ce sont toujours les B-24 de la 15th USAAF qui opèrent sur la ville avec les 55th (déjà présent le 27) et 49th Bomb Wing. Cette fois, le triage est bien touché et on ne relève que 20 blessés. La ville est libérée le 27 août 1944. L'épuration sauvage est particulièrement violente. Le noyau Francs-tireurs et partisans (FTP) est constitué d'anciens communistes espagnols et de déserteurs ukrainiens ou russes de l'armée allemande dirigé par un "commandant Boulestin" qui organise sur la place des arènes le massacre du 28 août 1944 où sont exécutés sans jugement plusieurs miliciens, puis un certain nombre de notables. Angelo Chiappe, ancien préfet de Lozère, est également jugé pour ses activités collaborationnistes et son zèle dans l'application du service du travail obligatoire (STO). Condamné à mort de manière expéditive, il est fusillé le 23 janvier 1945 devant les arènes.

### Depuis 1945

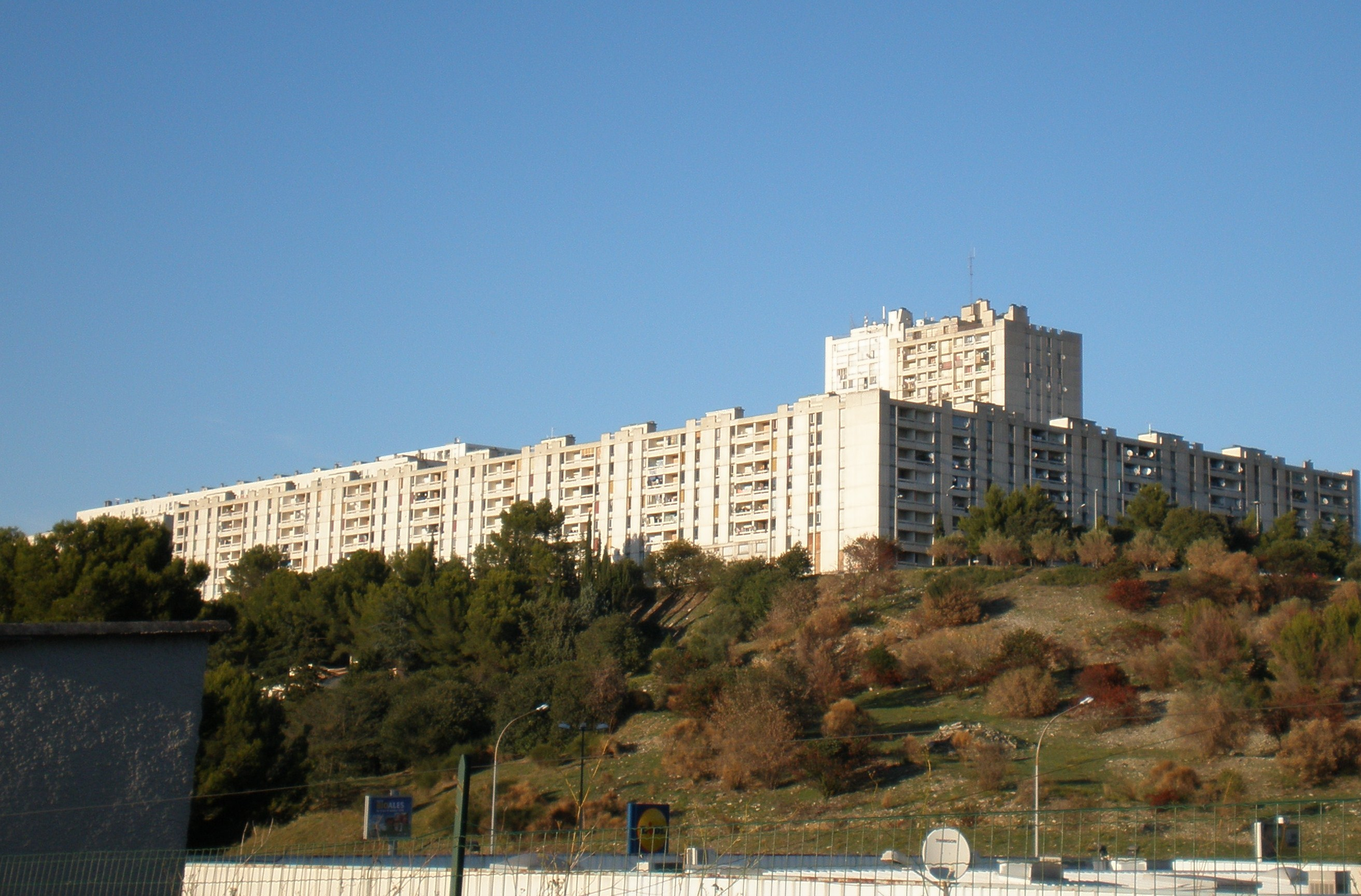
Valdegour, la ZUP Nord de Nîmes (architecte Xavier Arsène-Henry)

En 1951, les tramways sont retirés pour faire place à des véhicules plus souples et moins bruyants. En 1952, le grand théâtre de Nîmes est ravagé par un incendie criminel. Les représentations reprennent au foyer communal, mais ne résistent pas à la concurrence d'Avignon. Le grand théâtre ne sera d'ailleurs jamais reconstruit. En revanche, cette même année, l'amphithéâtre retrouve les vedettes de la tauromachie avec la création de la célèbre feria et la réouverture de la frontière espagnole. La loi du 24 avril 1951 qui autorise formellement la corrida dans les villes de tradition est très bien accueillie et dissipe définitivement le flou juridique. La première feria officielle avec l'ouverture des bodegas est donc organisée. Pour favoriser la fréquentation touristique, d'importants travaux d'assainissement sont réalisés. En parallèle sont construits de nombreux établissements scolaires pour répondre à la reprise de la natalité et à la prolongation des études. En 1961 sont inaugurés la base aéronavale et l'aéroport commercial. C'est l'arrêté ministériel du 2 mars 1961 qui délimite la première zone à urbaniser en priorité de la région, pour accroître les capacités d'accueil de la ville, à la suite de la concentration de 9 000 rapatriés d'Algérie (ZUP Nîmes-Ouest par l'architecte Xavier Arsène-Henry, Pissevin-Valdegour, Mas de Mingue, Chemin-bas d'Avignon).
En 1968, pour la seule fois en 60 ans, la feria de Nîmes n'a pas lieu.
À la fin des années 1970 et au début des années 1980, la crise et la montée du chômage appauvrit la population des logements sociaux et exacerbe les tensions antérieurement apparues dans de grands immeubles où s'additionnent les conséquences de la promiscuité dans les parties communes, de l'insuffisante isolation et de l'anonymat. Pour fuir un milieu devenu répulsif, les moins défavorisés profitent des aides à l'accession à la propriété ou à la location dans le secteur privé. La diversité idéologique des partenaires institutionnels de l'époque (État, conseil général, mairie, chambre de commerce) n'aide pas à une relance efficace de l'économie nîmoise et à une bonne mixité sociale. Cependant, c'est durant ces années que sont construits de nouveaux complexes sportifs et de nouveaux lieux de rencontres et marchés par les maires Edgar Tailhades et Émile Jourdan. Dans les années 1980 et 1990, le maire Jean Bousquet tente de promouvoir le tourisme, l'art et le spectacle. Il lance de grands projets urbains (Carré d'art, rénovation et revitalisation du centre-ville historique qui sont souvent bien reçus mais qui creusent lourdement le déficit de la ville.
Le 3 octobre 1988 fut un « jour noir » pour Nîmes et ses environs. En effet, dans la nuit du 2 au 3 et en matinée du 3, un orage d’une très grande intensité est venu s’immobiliser sur les hauteurs de la ville. Ainsi, plus de 10 millions de mètres cubes (420 mm) d’eau se sont déversés en quelques heures sur les « hauts de Nîmes » et les plateaux des garrigues faisant gonfler les cadereaux et déborder le canal de la Fontaine, submergeant la ville parfois jusqu'à une hauteur de 2 mètres. Les bassins du Rhôny (Vaunage) et du Vistre furent également concernés par cet événement.
À la suite de ces terribles inondations, certaines rues se retrouvèrent dévastées, de nombreuses voitures furent emportées et littéralement empilées aux coins des rues les unes sur les autres, des maisons détruites, des commerces ravagés et 10 personnes trouvèrent la mort. Depuis, d'importants travaux de réaménagement général sont engagés, notamment la création de nombreux bassins de rétention des eaux en amont et les futurs aménagements de zones d'expansion des crues au sud de la ville.
Depuis 1988, Nîmes se remodèle et la ville mène une politique délibérée de constructions d'œuvres contemporaines dans le cœur ancien rénové. Elle réhabilite ses quartiers et s'étend vers le sud. Elle confie ses projets d'urbanisme et d'architecture aux plus grands créateurs internationaux : Norman Foster, Vittorio Gregotti, Kisho Kurokawa et Mieko Inoue, Jean Nouvel, Martial Raysse, Philippe Starck, Jean-Michel Wilmotte. Ces réalisations, dont la plus connue est Carré d'art, réalisé par Norman Foster juste en face de la Maison Carrée, ont suscité des oppositions. Prouesse technique entre toutes, Finn Geipel et Nicolas Michelin offrent aux arènes une couverture de toile gonflable en 1988, amovible aux beaux jours. Hiver comme été, Nîmes organise des spectacles dans les arènes. Cette couverture a cependant été retirée en 2005 après de nombreuses années de bons et loyaux services pour des raisons de mise aux normes, de sécurité et de conservation des arènes aujourd'hui problématique.
Depuis les années 2000, la ville semble enfin renouer enfin avec la croissance démographique (près de 20 000 nouveaux habitants en 10 ans) et devrait prochainement atteindre le seuil des 150 000 habitants. Une situation qui s'explique notamment par son excellente situation géographique entre Montpellier et Avignon, deux métropoles très attractives, ainsi qu'une volonté de redynamisation, notamment dans le secteur de la recherche scientifique.
En 2013, Nîmes fut invitée dans le cadre de la programmation culturelle de Marseille-Provence, capitale européenne de la culture.